# José de Azeredo Perdigão
José Henrique de Azeredo Perdigão (* 19. September 1896 in Viseu; † 10. September 1993 in Lissabon) war ein portugiesischer Rechtsanwalt.

## Leben
Er studierte Jura an der juristischen Fakultät in Lissabon und Rechtswissenschaften an der Universität von Coimbra. In zahlreichen Universitäten weltweit erhielt er eine Ehrendoktorwürde, darunter Rio de Janeiro, São Paulo, am London Royal College of Art, South-eastern University (USA) und der Sophia-Universität (Japan). Von 1953 bis zu seinem Tod war er Präsident des Verwaltungsrats der Fundação Calouste Gulbenkian. 1985 wurde er mit dem Großkreuz des Turm- und Schwertordens ausgezeichnet. Ein Jahr nach seinem Tod wurde in unmittelbarer Nähe des Parks der Gulbenkian-Stiftung der Largo Azeredo Perdigão und das Kunstmuseum Centro de Arte Moderna José de Azeredo Perdigão nach ihm benannt.

## Werke (Auswahl)
- O abuso do direito e as deliberações sociais : ensaio jurídico, Coimbra Editora, 1955.
- A Índia Portuguesa na comunidade luso-brasileira,  Goa : Centro de Informação e Turismo do Estado da ïndia, 1960.
- O conselheiro Martins de Carvalho, Lisboa , 1958.
- Discurso proferido no acto da inauguração da sede da Academia Portuguesa de Ex-Libris,  Lisboa : , 1959.
- Discurso proferido no Ateneu Comercial do Porto,  Porto, 1959.
- Economia e finanças, 1921.